# Романов Андрій Олександрович
Російський князь Андрій Олександрович (24 січня [12 за ст. ст.] 1897 — 8 травня 1981) — перший син і друга дитина великого князя російського Олександра Михайловича та великої княгині російської Ксенії Олександрівни. Він також був старшим племінником Миколи II, останнього російського царя.
Народився та виріс в імперській Росії під час правління свого дядька Миколи II, його військова кар'єра в російському флоті та в шевальській гвардії була обірвана російською революцією. Він уникнув долі багатьох своїх родичів, убитих більшовиками, втікши до батьківського маєтку в Криму, де сидів під домашнім арештом з великою групою рідних і через пару років одружився.
У грудні 1918 року разом з дружиною і батьком покинув Росію. Вони жили кілька років у Парижі, Франція, де було багато російських біженців. Згодом він оселився в Англії в родині своєї матері. Його дружина загинула під час Другої світової війни, ставши жертвою лондонських бомбардувань. У 1942 році одружився вдруге. Він переїхав до Provender House у Фейвешем, графство Кент, яким володіла сім'я його другої дружини. Андрій спокійно жив там як англійський сільський сквайр до самої смерті. Його син, князь Андрій Андрійович, до своєї смерті в 2021 році претендував на місце глави сім'ї Романових.

## Раннє життя

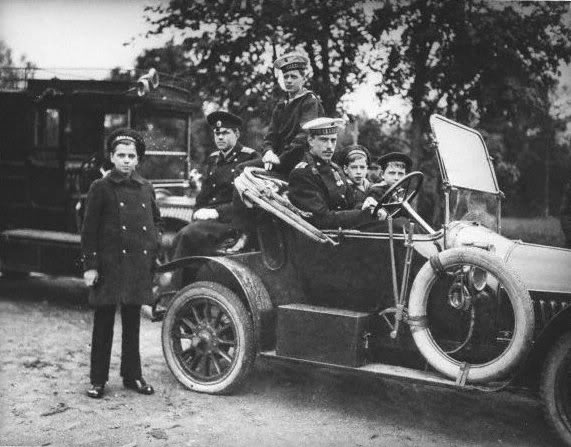
Князь Андрій Михайлович з братами 1915 р. Зліва: князь Дмитро, князь Феодор, князь Микита, князь Андрій на колесі, князь Ростислав і князь Василь.

Князь Андрій Олександрович народився в Зимовому палаці в Санкт-Петербурзі, другою дитиною і першим сином великого князя Олександра Михайловича і великої княгині Росії Ксенії Олександрівни. Незважаючи на те, що був династом імператорської родини Романових і онуком імператора Олександра III по матері, він не отримав титул великого російського князя, бо був правнуком імператора Миколи I по чоловічій лінії по батькові. Через наполягання його бабусі, вдовуючої імператриці Марії Федорівни, він був удостоєний салюту з 21 гармати при народженні (що зазвичай призначалося для великих князів), хоча він був лише князем Росії (що мав бути вшанований салютом 15-ти гармат).
Його дядько, Микола II, писав своєму братові Георгію, що: «Її Андруша великий, здоровий хлопчик, але ще дуже негарний. Будь ласка, не кажіть їй [Ксенії] цього».
В молодості, перед Першою світовою війною, князь Андрій з батьками подорожував Європою. У Біарриці він приєднався до свого двоюрідного дядька, короля Сполученого Королівства Едуарда VII, у готелі Palace. Князь Андрій вступив на російський флот і служив у свого батька, великого князя російського Олександра Михайловича. Пізніше став лейтенантом гвардії Шевальє, обер-полковником якого був його дядько імператор Микола II. Незадовго до російської революції він був єдиним членом своєї родини, який супроводжував імператрицю Олександру та її чотирьох дочок під час їхнього останнього візиту до церков Новгорода. Це був останній раз, коли він їх бачив.

## Революція

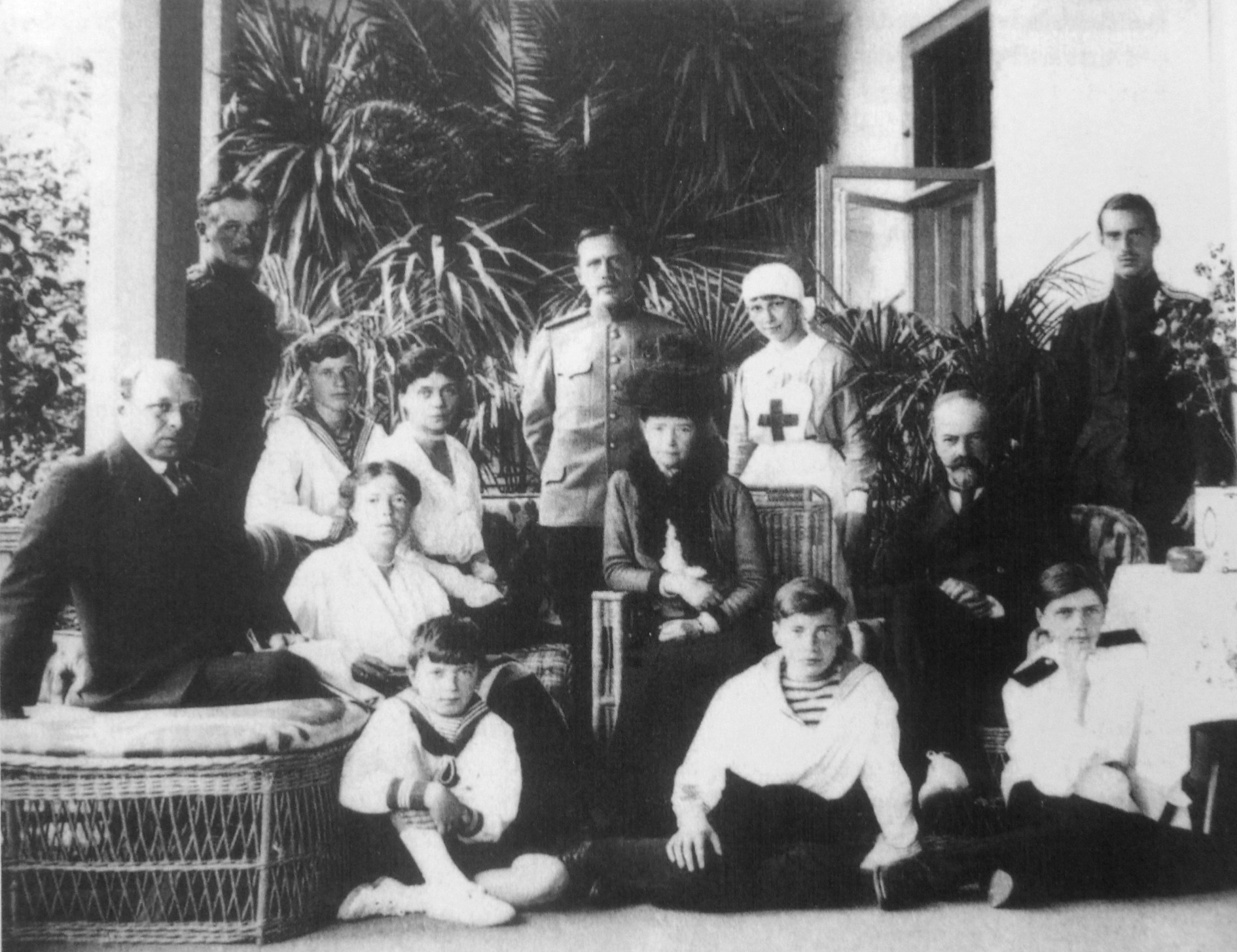
Романови під домашнім арештом в Ай-Тодорі, 1917 рік. Стоять: полковник Микола Куликовський, пан Фогель, Васильєва Ольга Костянтинівна, князь Андрій Олександрович. Сидячи: пан Орбеліані, князь Микита, велика княгиня Ольга, велика княгиня Ксенія, вдова імператриця, великий князь Олександр. На підлозі: князь Василь, князь Ростислав і князь Дмитро.

Після падіння російської монархії в результаті Лютневої революції в 1917 році князь Андрій разом зі своїми братами і сестрами та їхніми батьками переїхав у власність свого батька в Криму, Ай-Тодор. Там зібралася велика група членів родини Романових, які намагалися втекти від заворушень у решті країни. Спочатку вони спокійно жили, поки при владі був російський Тимчасовий уряд.
Саме в цей неспокійний період князь Андрій почав стосунки з Елізабеттою Руффо-Сассо деі дучі ді Сассо-Руффо деі принципі ді Сант' Антімо, молодою розлученою особою. Вони познайомилися в Петербурзі в 1916 році. Вона була дочкою Фабріціо Руффо, герцога Сассо-Руффо, і княгині Наталії Олександрівни Мещерської (нащадка відомого роду Строганових), і була в далекому спорідненні з Романовими. У Елізабетти була донька (Єлизавета Олександрівна Фрідерічі) від першого шлюбу з генерал-майором Олександром Олександровичем Фрідерічі (1878—1916) (вони одружилися 1907 року). Елізабетта зі знатного роду Руффо ді Калабрія була двоюрідною сестрою королеви Бельгії Паоли.
Після того, як Елізабетта завагітніла, пара одружилася 12 червня 1918 року в сімейній каплиці в Ай-Тодорі в присутності його родини, включаючи його бабусю, вдовуючу імператрицю. Князю Андрію був двадцять один рік, і його бабуся вважала його занадто молодим для одруження, але його батьки, велика княгиня Ксенія і великий князь Олександр, дали свій дозвіл. Протягом цього часу вони не могли зв'язатися з дядьком князя Андрія, останнім правлячим імператором Миколою II, який перебував у полоні у внутрішній еміграції. Через місяць 16/17 липня 1918 року Микола II був убитий разом з дружиною та дітьми під час ув'язнення в Єкатеринбурзі. У подальшому житті князь Андрій рідко говорив про них, оскільки вважав спогади надто болючими.
Становище Романових у Криму погіршилося після успішного більшовицького перевороту в листопаді 1917 року. Деякий час князь Андрій був ув'язнений разом зі своїми батьками, бабусею імператрицею-вдовою та великою кількістю інших родичів Романових у Дюльбері, палаці в Криму, який належав великому князю Росії Петру Миколайовичу. У 1918 році Росія і Німеччина ще воювали. Коли німецькі війська вторглися на півострів, вони визволили полонених Романових. У грудні 1918 року князь Андрій покинув Росію з дружиною, яка була вагітна первістком, і своїм батьком, великим князем Олександром Михайловичем на борту корабля Королівського флоту «Мальборо» для участі в Паризькій мирній конференції. Він і його батько шукали підтримки в Західній Європі для Білої армії.

## Вигнання
Перші кілька років князь Андрій провів у вигнанні у Франції. Деякий час він жив на Французькій Рив'єрі у власності, що належала його тітці , великій княгині Росії Анастасії Михайлівні. Двоє старших дітей князя Андрія та його дружини, яку в родині звали Ельзою, народилися у Франції, а молодший — у Лондоні:
- Княгиня Ксенія Андріївна (1919—2000) 1-й шлюб 1945 р. — Калхуну Анкруму (1915—1990); вони розлучилися в 1954 році. 2-й шлюб 1958 р. — Джеффрі Тут (1908—1998). Від обох шлюбів у неї не було дітей.
- Князь Михайло Андрійович (1920—2008) 1-й шлюб 1953 р. — Джил Мерфі (1921—2006); вони розлучилися в 1953 році. 2-й шлюб 1954 р. — Ширлі Крамонд (1916—1983). 3-й шлюб 1993 р. — Джулія Креспі (нар. 1930). Майкл не мав дітей від жодного зі своїх шлюбів.[6]
- Князь Андрій Андрійович (1923—2021) 1-й шлюб 1951 р. — Олена Дурнєва (1927—1992). До розлучення в 1959 році у них був син. 2-й шлюб 1961 р. — Кетлін Норріс (1935—1967). У них було двоє дітей. 3-й шлюб 1987 р. — Інес Сторер (народилася 1933).[6] З 31 грудня 2016 року по 28 листопада 2021 року більшість нащадків імператора Миколи I визнавали його главою роду Романових.

За браком грошей і без постійного заняття князь Андрій зрештою назавжди оселився в Англії, спочатку у Фрогморі. Пізніше вони переїхали до Гемптон-Корт, де його мати Велика Княгиня Ксенія мала благодатну резиденцію під назвою Wilderness House. Вони жили там під час Другої світової війни, коли Елізабетта, яка вже була на межі смерті від раку, померла після повітряного нальоту в жовтні 1940 року. Одна бомба влучила дуже близько до їхнього будинку, в результаті чого балка стелі впала на Елізабетту. Незабаром після цього вона померла.
Через два роки, перебуваючи в Балморалі, князь Андрій познайомився зі своєю другою дружиною Надін Макдугал (1908—2000). Вона була старшою з трьох дочок підполковника Герберта Макдугалла та його дружини-фінки Сільвії Боргстрьом. Вони заручилися 18 червня 1942 року, а 21 вересня 1942 року одружилися в церкві Нортон, штат Кент, поблизу Провендера. Англіканську службу очолив архієпископ Кентерберійський Вільям Темпл. Російське православне вінчання очолив архімандрит Микола, який, як Сідней Гіббс, був вихователем дітей царя Миколи II.
Від другого шлюбу у князя Андрія була одна дочка:
- Княгиня Ольга Андріївна (1950 р.н.) шлюб 1975 р. — Томас Метью (нар. 1945). У них було четверо дітей.

У 1949 році князь Андрій переїхав у Provender House у Фейвешем, графство Кент, яким володіла сім'я його другої дружини. Відзначається, що будинок був мисливським будиночком Едуарда, Чорного принца. Провендер був єдиним справжнім домом принца у вигнанні.
Він проводив свій час за садівництвом, розвагами та приготуванням їжі, чого навчився у французьких кухарів у палацах своїх батьків. Він був художником і мав кілька виставок своїх робіт у Парижі до Другої світової війни. Він створив обкладинку «Запалімо свічки», мемуарів своєї тещі. З роками він насолоджувався своєю роллю англійського сільського сквайра, відкриваючи церковні свята та займаючись благодійними справами, особливо в селі, де він жив.
У нього були й зовнішні інтереси. Після смерті своєї матері великої княгині Ксенії він успадкував її посаду президента балету «Легат». Його племінник, маркіз Мілфорд-Гейвен, призначив його президентом Chaine des Rotisseurs для Лондона та рідних графств. Князь Андрій був протектором Суверенного ордену православних лицарів-госпітальєрів Св. Іоанна Єрусалимського.
Князь Андрій Олександрович тихо прожив до самої смерті вдома у Фавершамі 8 травня 1981 року у віці 84 років. Його поховали в церкві в Нортоні. Його вдова померла 2000 року.